# Nematocharax costai
Nematocharax costai es una de las dos especies que integran el género de peces de agua dulce Nematocharax, de la subfamilia Rhoadsiinae, de la familia Characidae. Esta especie es endémica del este del Brasil, donde habita en cursos fluviales tropicales.

## Taxonomía
Esta especie fue descrita en el año 2013 por los ictiólogos Pedro Henrique Negreiros de Bragança, Maria Anaïs Barbosa y José Leonardo de Oliveira Mattos.
Etimología
La etimología de su nombre específico rinde honor al ictiólogo Wilson Costa, por sus contribuciones a la Ictiología y por su papel principal en la planificación de la expedición que capturó los ejemplares que resultaron una nueva especie, además de ser este científico el primero en reconocer la novedad en el campo, apenas capturados.

## Características
Presenta los rayos de las aletas abdominales, dorsal y anal alargados. Los adultos tienen dos hileras de dientes premaxilares y una fila casi completa de dientes a lo largo del borde maxilar inferior. Nematocharax costai se distingue de N. venustus, ya que las aletas abdominales no poseen ganchos ni espínulas (que sí se presentan en N. venustus); 5 rayos de la aleta anal con espínulas (frente a más de 7 rayos en N. venustus), la presencia de una larga marca horizontal de color rosa oscuro en el pedúnculo caudal (frente a la ausencia en N. venustus), 5 supraneurales (frente a 4 o menos en N. venustus), y las aletas abdominales muestran filamentos amarillos (rosa-pálidos en N. venustus).

## Distribución
Fue colectada en el río Cambiriba, Balneário Guaíra, cuenca media del río Contas, en el estado de Bahía, noreste del Brasil. 
Hábitat
El Cambiriba es un curso fluvial de corriente rápida, fondo de arena, con cerca de 7 m de ancho y 1 m de profundidad. El agua es turbia, de color marrón pálido. La especie habita bajo la vegetación marginal.